# Pachybrachis cribricollis
Pachybrachis cribricollis là một loài bọ cánh cứng trong họ Chrysomelidae. Loài này được Pic miêu tả khoa học năm 1907.